# Asystasia masaiensis
Asystasia masaiensis là một loài thực vật có hoa trong họ Ô rô. Loài này được Lindau mô tả khoa học đầu tiên năm 1909.